# Anisopteromalus calandrae
Anisopteromalus calandrae ist ein Hautflügler in der Familie Pteromalidae. Die Art wurde 1881 von dem US-amerikanischen Entomologen Leland Ossian Howard als Pteromalus calandrae erstbeschrieben. Anisopteromalus calandrae ist auch unter dem Trivialnamen „Maiskäfererzwespe“ bekannt.

## Taxonomie
Baur et al. (2014) führten anhand von morphologischen und molekularbiologischen Studien eine Revision der Gattung Anisopteromalus durch. Dabei wurden zwei neue Arten beschrieben, die zuvor dem Anisopteromalus calandrae-Artenkomplex zugeordnet wurden.

## Merkmale
Die Hautflügler sind 2–3 mm lang. Baur et al. (2014) beschrieben die Art neu. Im Folgenden eine verkürzte Form der Artbeschreibung und -diagnose. 
Für die Weibchen gilt: Kopf und Mesosoma sind olivgrün mit stellenweise leichten Bronzetönen, mit weißlichen unauffälligen Borsten (Setae). Die Genae (Wangenbereich) sind rund, nahe dem Mundrand nicht gekielt. Das Flagellum ist deutlich keulenförmig. Das erste Funikularglied ist subkonisch, basal etwas breiter als das dritte Ringglied, mit 1–2 Reihen Längssensillen versehen. Das Scutellum ist bis auf Höhe des Vorderrands des Dorsellums (mittlere Partie des Postscutellums) vorspringend, in der Seitenansicht schwach gekrümmt. Auf der Flügelscheibe der Vorderflügel befinden sich dunkle Borsten (Setae). Das Speculum (Spiegel) ist kahl, im distalen und proximalen Teil geschlossen. Die vordere Falte (Plica) des Propodeums ist kurz und gleichmäßig gekrümmt, in manchen Fällen  mit einer undeutlichen Costula verbunden. Der Hinterrand des ersten Gastertergits ist nach hinten gekrümmt und stark hervortretend.
Für die Männchen gilt:
Das erste Funikularglied ist immer kürzer als das zweite, nur bei kleinen Exemplaren etwa so lang wie die kombinierte Länge von erstem und zweitem Ringglied. Das blasse Band in der proximalen Hälfte des Gasters ist schmutzig gelb.

## Verbreitung
Anisopteromalus calandrae ist eine kosmopolitisch verbreitete Art.

## Lebensweise
Die Art ist ein solitärer Ektoparasitoid mit einer Präferenz für späte Wirtslarvenstadien. Anisopteromalus calandrae besitzt ein relativ breites Wirtsspektrum. Offenbar parasitiert die Art bevorzugt die Gattung Sitophilus aus der Rüsselkäfer-Unterfamilie Dryophthorinae (mit Kornkäfer, Maiskäfer und Reiskäfer) und die Samenkäfergattung Callosobruchus. Anisopteromalus calandrae konnte auch aus Tabakkäfern (Lasioderma serricorne) gezüchtet werden. Es werden weitere Wirtsbeziehungen genannt, die jedoch noch zu verifizieren sind. Es gibt zahlreiche Studien zur Eignung von Anisopteromalus calandrae für den Einsatz in der biologischen Schädlingsbekämpfung. Die Art wird gemeinsam mit weiteren Erzwespen wie Lariophagus distinguendus oder Dinarmus basalis als „Nützling“ gegen Vorratsschädlinge kommerziell vertrieben.